# Guzmania zakii
Guzmania zakii är en gräsväxtart som beskrevs av Hans Edmund Luther. Guzmania zakii ingår i släktet Guzmania och familjen Bromeliaceae. Inga underarter finns listade i Catalogue of Life.